# Okręg wyborczy Bowman
Okręg wyborczy Bowman (ang. Division of Bowman) – jednomandatowy okręg wyborczy do Izby Reprezentantów Australii, położony w stanie Queensland, na południowy wschód od Brisbane, na wybrzeżu.
Pierwsze wybory odbyły się w nim w 1949 roku, a jego patronem jest David Bowman.
Od 2004 roku posłem z tego okręgu był Andrew Laming z Liberal National Party of Queensland.

## Lista posłów
Lista posłów z okręgu Bowman:
| okres urzędowania | poseł          | przynależność                        |
| ----------------- | -------------- | ------------------------------------ |
| 1949–1961         | Malcolm McColm | Liberalna Partia Australii           |
| 1961–1963         | Jack Comber    | Australijska Partia Pracy            |
| 1963–1969         | Wylie Gibbs    | Liberalna Partia Australii           |
| 1969–1975         | Len Keogh      | Australijska Partia Pracy            |
| 1975–1983         | David Jull     | Liberalna Partia Australii           |
| 1983–1987         | Len Keogh      | Australijska Partia Pracy            |
| 1987–1996         | Con Sciacca    | Australijska Partia Pracy            |
| 1996–1998         | Andrea West    | Liberalna Partia Australii           |
| 1998–2004         | Con Sciacca    | Australijska Partia Pracy            |
| 2004–2010         | Andrew Laming  | Liberalna Partia Australii           |
| od 2010           | Andrew Laming  | Liberal National Party of Queensland |